# 哥倫比亞 (緬因州)
哥倫比亞（英語：Columbia）是一個位於美國緬因州華盛頓縣的鎮。

## 人口
根據2020年美國人口普查的數據，哥倫比亞的面積為94.82平方千米，當中陸地面積為94.02平方千米，而水域面積為0.80平方千米。當地共有人口435人，而人口密度為每平方千米5人。